# 可達鴨
可達鴨（香港舊譯傻鴨）是任天堂和Game Freak所特許經營的《精靈寶可夢》系列裡的虛構生物「寶可夢」之一，在《精靈寶可夢 紅》與《精靈寶可夢 綠》中首次被引入，並出現在該系列的後續作品及改編作品中。可達鴨的外型類似一隻鴨子，長期受到頭痛的困擾。當它具有足夠的經驗值時，會進化成哥達鴨。

## 設計
可達鴨是首次出現於《精靈寶可夢 紅》與《精靈寶可夢 綠》的第一世代寶可夢，由杉森建設計。

## 電影中的可達鴨
2019年電影《POKÉMON 名偵探皮卡丘》，女主角的神奇寶貝。

## 反響
可達鴨受到GameSpy的讚揚，且被描述為「愚蠢至極」。《紐約時報》則將之與鴨嘴獸做對比，稱可達鴨為「看起來超蠢」。GameDaily則認為可達鴨是很獨特的寶可夢，且即使是將範圍拉大到整個系列來看，這個評價也不為過。IGN指出這個角色之所以受歡迎是因為它感到困惑的怪異外表，更表示可達鴨是他們辦公室成員最愛的角色之一。GamesRadar也稱可達鴨是第一世代遊戲中最受歡迎的寶可夢之一 。《Coventry Evening Telegraph》將可達鴨與傑尼龜相提並論，並讚揚它們的設計。
部份臺灣的網友認為可達鴨的外型與前台北市長柯文哲很相似，林昶佐、郝龍斌等政治人物也曾以此消遣柯文哲，但柯文哲本人表示自己不像可達鴨。
2022年5月21日，中国大陆区肯德基餐厅推出儿童节限定套餐，购买69-109元不等的指定套餐可获得随机一款宝可梦联名玩具，共有三款（2款均为皮卡丘），另一款则是可达鸭。由于可达鸭玩具颇受顾客欢迎，因此导致多家肯德基餐厅出现断货的情况，在二手交易平台更出现了高价销售的链接。

## 外部連結
- 互联网电影数据库上可達鴨的资料